# Gare de Fontaines - Mercurey
Pour les articles homonymes, voir Gare de Fontaine.
La gare de Fontaines - Mercurey est une gare ferroviaire française de la ligne de Paris-Lyon à Marseille-Saint-Charles, située sur le territoire de la commune de Fontaines, à proximité de Mercurey, dans le département de Saône-et-Loire, en région Bourgogne-Franche-Comté.
C'est une halte voyageurs de la Société nationale des chemins de fer français (SNCF) desservie par des trains du réseau TER Bourgogne-Franche-Comté.

## Situation ferroviaire
Établie à 188 mètres d'altitude, la gare de Fontaines - Mercurey est située au point kilométrique (PK) 372,748 de la ligne de Paris-Lyon à Marseille-Saint-Charles, entre les gares de Rully et de Chalon-sur-Saône.

## Histoire
Les achats de terrains par l’État à la commune de Fontaines et la construction de la gare ont lieu entre 1844 et 1851.
Les archives de Saône-et-Loire indiquent que différents travaux d'alignement et différentes autorisations de voirie ont été effectués et délivrées entre 1853 et 1856, en 1904 et en 1925-1926.
Le passage à niveau 226 (PN 226), présent en gare, a été supprimé en 1939.

## Fréquentation
De 2015 à 2020, selon les estimations de la SNCF, la fréquentation annuelle de la gare s'élève aux nombres indiqués dans le tableau ci-dessous.
| Année     | 2015   | 2016   | 2017   | 2018   | 2019   | 2020   |
| --------- | ------ | ------ | ------ | ------ | ------ | ------ |
| Voyageurs | 35 110 | 34 670 | 38 084 | 33 136 | 33 976 | 38 179 |

## Service des voyageurs

### Accueil
La halte est un point d'arrêt non géré (PANG) à entrée libre. Elle est équipée d'un automate pour l'achat de titres de transport TER.

### Desserte
La desserte est réalisée par des trains du réseau TER Bourgogne-Franche-Comté qui effectuent des missions entre Dijon-Ville et Chalon-sur-Saône ou Mâcon-Ville.

### Intermodalité
Le parking des véhicules est possible à proximité immédiate de la halte.